# Донє Гнойниці
45°07′ пн. ш. 15°40′ сх. д. / 45.12° пн. ш. 15.66° сх. д.
Донє Гнойниці (хорв. Donje Gnojnice) — населений пункт у Хорватії, у Карловацькій жупанії у складі громади Цетинград.

## Населення
Населення за даними перепису 2011 року становило 20 осіб.
Динаміка чисельності населення поселення: